# Милуоки (лек крайцер, 1921)
Милуоки (на английски: на английски: USS Milwaukee (CL-5), от на английски: Milwaukee – Милуоки) е лек крайцер на ВМС на САЩ от тип „Омаха“, участва във Втората световна война. Използва се за служба в Тихия океан, а след това действа в Атлантика. Предаден е на СССР за сметка на италиански кораби, които СССР трябва да получи като репарации. На север пристига в състава на конвой, влиза в състава на Северния флот на ВМФ на СССР с името „Мурманск“, участва в прикритието на конвоя (начело на охраната). След това участва в учебни стрелби. Няма повече участия в бойни действия. Влиза в състава на ескадрата на Северния флот, сформирана от отряда кораби на ВМФ на СССР, пристигнали от Великобритания и бригада есминци. Преминава ремонт. На 16 март 1949 г. е върнат на ВМС на САЩ и още на 10 декември е продаден за скрап.

## Някоихарактеристики
Строителството му започва на 13 декември 1918 г., спуснат на вода на 29 юни 1922 г., експлоатира се от 20 юни 1923 г., разкомплектован за метал на 10 декември 1949 г.
Водоизместимост – Стандартна: 7690 т; пълна: 10 460 т
Брониране – бордове: 75 мм, палуба: 37 мм, кули: 6 мм
Артилерия – 10 152/52-мм оръдия Мк 12/1 — 4 в две кули и 6 в каземати; 6 – 76/50-мм универсални установки Мк.10
Зенитна артилерия – 3×2 40/56-мм установкм Мк.1, 12×1 20-мм „Ерликон“
Радиолокационите установки на крайцера са: SC (на откриване на въздушни цели) – 1; SG (за откриване на надводни цели) – 1; Мк.3 (за наводка на оръдията) – 2.

## Командирина крайцера

### Съветски
- Зубков, Александр Илларионович

## Коментари
1. ↑  Буквите показват принадлежността към определен класː ВВ – линкор, СС, CL, СА – съответно линеен, лек или тежък крайцер, CV – самолетоносач, DD – разрушител, SS – подводница и т.н.